# Caught in a Flue
Caught in a Flue er en amerikansk stumfilm fra 1914.

## Medvirkende
- Roscoe 'Fatty' Arbuckle som Bertie